# Nicolás Crovetto
Nicolás Ignacio Crovetto Aqueveque (Coquimbo, Región de Coquimbo, Chile, 15 de marzo de 1986) es un exfutbolista chileno. Jugaba como lateral o volante y su último club fue Magallanes.

## Trayectoria
En el Udinese nunca tuvo continuidad debido a una mala inscripción de su apellido, hecho que se arrastraba desde que sus antepasados llegaron a Chile desde Italia, cuando su familia erróneamente fue inscrita como Corvetto.  Ante esto, sólo pudo jugar partidos amistosos, sin debutar en Serie A. 
Una vez que se solucionó el problema, fue cedido al Albacete por el resto de la temporada 2008-2009. Al corregir su apellido, pudo sacar el pasaporte comunitario, para así poder recalar en Udinese. Sin embargo, fue enviado a préstamo a la Triestina de la Serie B de Italia.
El 3 de julio de 2013 se oficializa su llegada a Colo-Colo rodeada de polémica por estar lesionado.  A finales del 2013 es desvinculado del equipo y queda en libertad de acción. Luego de haber estado jugando en Italia, vuelve a Coquimbo Unido para la Temporada 2016-2017. Para el Torneo de Transición 2017 es traspasado al Audax Italiano, equipo al que vuelve luego de 9 años.

## Selección nacional
Ha hecho apariciones con la Selección Chilena a nivel Sub-23 en el Torneo Esperanzas de Toulon, obteniendo el subcampeonato. 

## Clubes
| Club           | País   | Año       |
| -------------- | ------ | --------- |
| Coquimbo Unido | Chile  | 2004-2007 |
| Audax Italiano | Chile  | 2007-2008 |
| Udinese        | Italia | 2008      |
| Albacete       | España | 2009      |
| Triestina      | Italia | 2009-2010 |
| Taranto Sport  | Italia | 2010      |
| AEL Limassol   | Chipre | 2011      |
| Coquimbo Unido | Chile  | 2011      |
| Huachipato     | Chile  | 2012-2013 |
| Colo-Colo      | Chile  | 2013      |
| Huachipato     | Chile  | 2014-2015 |
| FC Südtirol    | Italia | 2015-2016 |
| Coquimbo Unido | Chile  | 2016-17   |
| Audax Italiano | Chile  | 2017-2021 |
| Magallanes     | Chile  | 2022-2023 |

## Títulos

### Torneos nacionales
| Título             | Club       | País  | Año    |
| ------------------ | ---------- | ----- | ------ |
| Primera División   | Huachipato | Chile | 2012-C |
| Primera B          | Magallanes | Chile | 2022   |
| Copa Chile         | Magallanes | Chile | 2022   |
| Supercopa de Chile | Magallanes | Chile | 2023   |